# Lohikoski-Seppälänkangas
Lohikoski-Seppälänkangas est un  district de Jyväskylä en Finlande.

## Description
Lohikoski-Seppälänkangas comprend les quartiers suivants:  Lohikoski, Seppälänkangas, Tyyppälä et Ankeriasjärvi.
En 2015, Lohikoski-Seppälänkangas compte 4 706 habitants pour une superficie de 8,3 km2

## Lieux et monuments

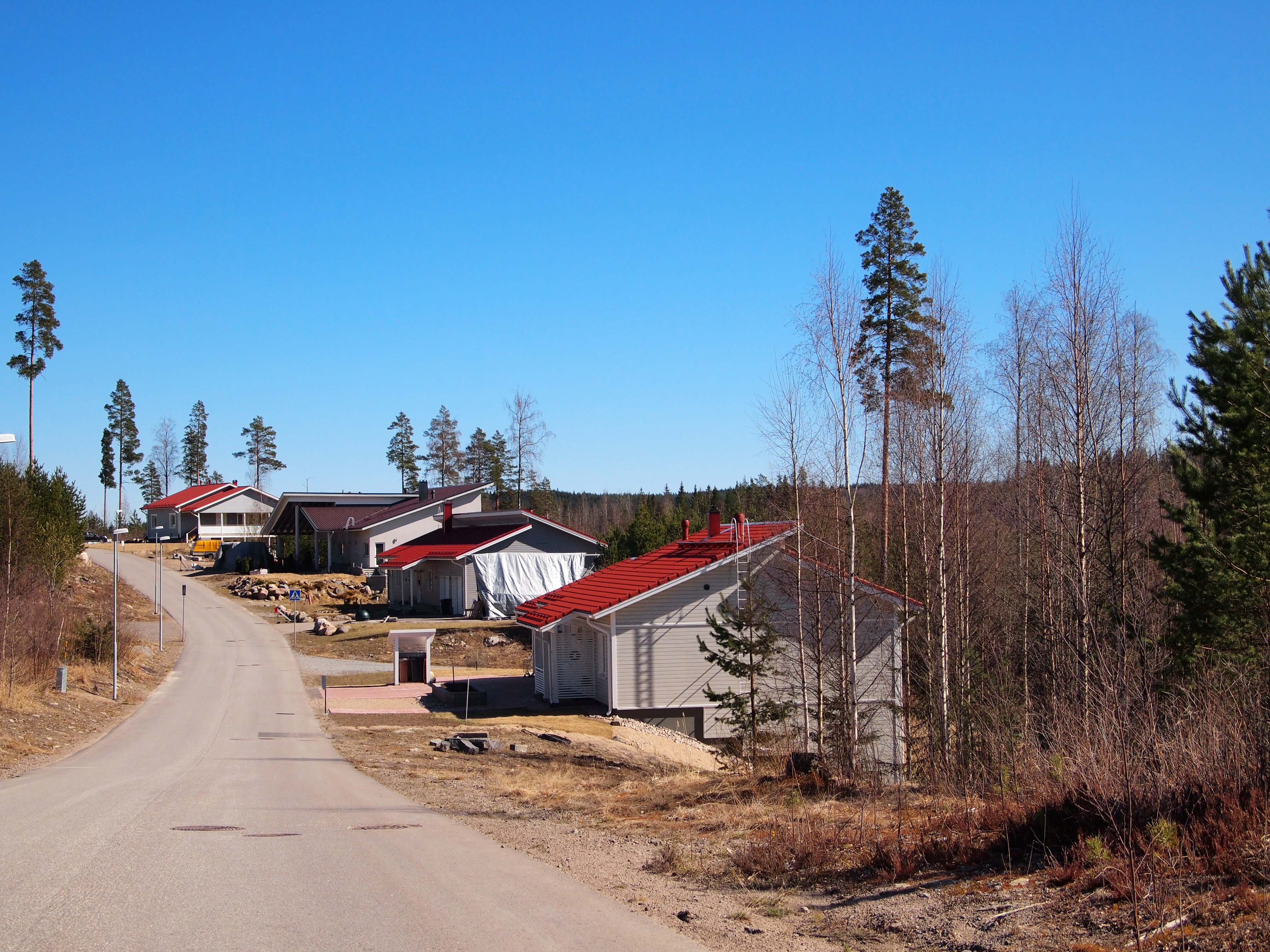
Quartier d'Ankeriasjärvi.
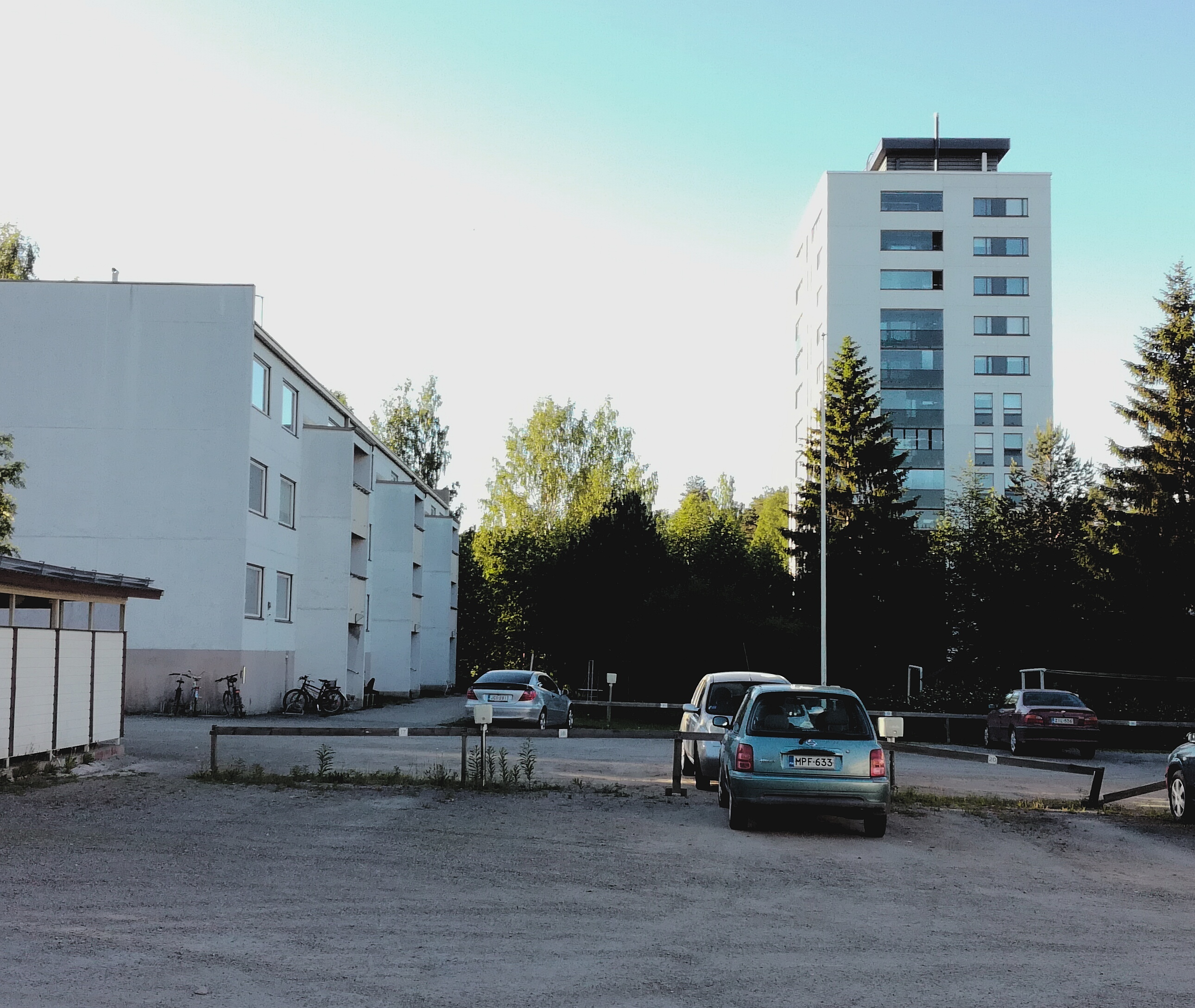
Quartier de Lohikoski.
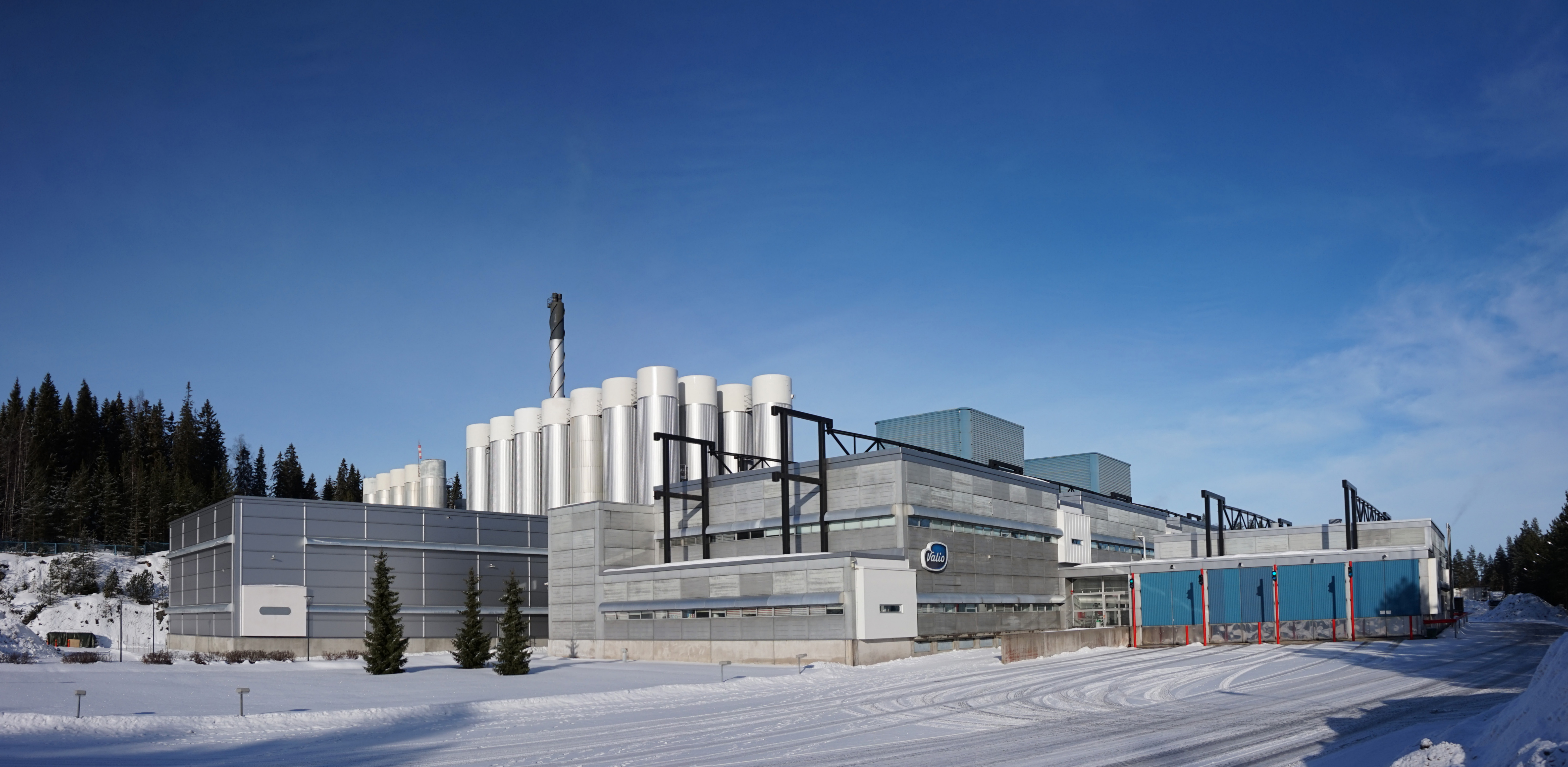
Usine de Valio à Seppälänkangas.